# Mount Treadwell
Mount Treadwell ist ein 820 m hoher Berg im westantarktischen Marie-Byrd-Land. In den Ford Ranges ragt er am südöstlichen Ausläufer der Swanson Mountains auf.
Wissenschaftler der United States Antarctic Service Expedition (1939–1941) kartierten ihn. Das Advisory Committee on Antarctic Names benannte ihn 1969 nach Thurman Kelso Treadwell Jr. (1920–2003) von der United States Navy, Leiter des Naval Oceanographic Office von 1945 bis 1968.